# Friuli Grave Refosco dal peduncolo rosso
Le Friuli Grave Refosco dal peduncolo rosso est un vin italien de la région Frioul-Vénétie Julienne doté d'une appellation DOC depuis le 1er octobre 1985. Seuls ont droit à la DOC les vins rouges récoltés à l'intérieur de l'aire de production définie par le décret.

## Caractéristiques organoleptiques
- couleur : rouge rubis plus ou moins intense, tendant au rouge grenat avec le vieillissement
- odeur : délicat, caractéristique avec des arômes de fruits rouges
- saveur : sèche, légèrement aromatique et amer, tannins non agressifs

Le  Friuli Grave Refosco dal peduncolo rosso se déguste à une température comprise entre 16 et 17 °C. Il se gardera 2 – 4 ans.

## Production
Province, saison, volume en hectolitres :
- Pordenone (1990/91) 5711,85
- Pordenone (1991/92) 6972,85
- Pordenone (1992/93) 6723,27
- Pordenone (1993/94) 7513,35
- Pordenone (1994/95) 6691,67
- Pordenone (1995/96) 6234,67
- Pordenone (1996/97) 8260,02
- Udine (1990/91) 4031,34
- Udine (1991/92) 3205,13
- Udine (1992/93) 4229,58
- Udine (1993/94) 3625,09
- Udine (1994/95) 3607,25
- Udine (1995/96) 2891,76
- Udine (1996/97) 3596,05